# Stenospermation glaucophyllum
Stenospermation glaucophyllum är en kallaväxtart som beskrevs av Thomas Bernard Croat och D.C.Bay. Stenospermation glaucophyllum ingår i släktet Stenospermation och familjen kallaväxter. Inga underarter finns listade.